# Warrap (Bundesstaat)
Warrap (auch Warap geschrieben, arabisch واراب, DMG Wārāb) ist ein Bundesstaat im Südsudan.
Er hat eine Fläche von 45.567 km² und gemäß dem Zensus von 2008 fast eine Million Einwohner. Seine Hauptstadt ist Kwajok, früher hatte der Ort Warrap diese Position. Weitere Ortschaften sind Tonj, Gogrial, Turalei und Marial Lou.
Warrap grenzt im Westen an Western Bahr el Ghazal, im Nordwesten an Northern Bahr el Ghazal, im Osten an Unity, im Südosten an Lakes und im Süden an Western Equatoria. Der Grenzverlauf im Norden ist unklar, gemäß manchen Karten grenzt Warrap an das umstrittene Abyei-Gebiet bzw. an den zum Nordsudan gehörenden Bundesstaat Dschanub Kurdufan, anderen Karten zufolge ausschließlich an Northern Bahr el Ghazal.
Die Bevölkerung besteht überwiegend aus verschiedenen Stammesgruppen der Dinka, zwischen denen es häufig zu gewaltsamen Konflikten um Weideland für ihre Rinderherden kommt.

## Geschichte
Warrap wurde am 14. Februar 1994 als eigener Bundesstaat von Bahr al-Ghazal abgespalten. Laut Gegnern der sudanesischen Regierung wurde der neue Bundesstaat als Konzession an George Kongor Arop gegründet, der in jenem Jahr zweiter Vizepräsident wurde und aus dem Dorf Warrap stammt.
Von 1919 bis 1948 hatte dieses Gebiet zur Provinz Äquatoria gehört und von 1948 bis 1976 zur Provinz Bahr al-Ghazal, die 1948 von Äquatoria abgespalten wurde. 1976 wurde dann die Provinz al-Buhairat/Lakes, die das Gebiet der heutigen Bundesstaaten Lakes und Warrap umfasste, von der Provinz Bahr al-Ghazal abgetrennt. Von 1991 bis 1994 gehörte das Gebiet von Warrap wieder zum neu geschaffenen Bundesstaat Bahr al-Ghazal, der in den Grenzen der Provinz Bahr al-Ghazal von 1948 bis 1976 glich.
Mit der Verwaltungsreform 2015 wurde der Bundesstaat in die neuen Bundesstaaten Twic, Gogrial und Tonj zerteilt. Dies wurde 2020 wieder rückgängig gemacht.

## Verwaltung
Warrap ist, wie die anderen Bundesstaaten Südsudans auch, in Countys unterteilt. Weitere Verwaltungseinheiten unter den Countys sind Payams und darunter Bomas. Ein County Commissioner, der vom State Governor in Vereinbarung mit dem Präsidenten ernannt wurde, steht den Countys vor. In Warrap sind das:
| County       | Größe (km2) | Bevölkerungszahl Erhebung 2008 | County Commissioner |
| ------------ | ----------- | ------------------------------ | ------------------- |
| Gogrial East | 3.890,55    | 103.283                        | Akot Lual Akot      |
| Gogrial West | 4.754,37    | 243.921                        | Makuc Aruol Luach   |
| Tonj South   | 7.449,73    | 86.592                         | Monydhiat Goor      |
| Tonj North   | 11.012,05   | 165.222                        | Marco Awuac         |
| Tonj East    | 3.990,61    | 116.122                        | Madhal Chol         |
| Twic         | 3.922,65    | 204.905                        | Malek Ring Makuei   |